# 三咲稲荷神社
三咲稲荷神社（みさきいなりじんじゃ）は、千葉県船橋市三咲にある稲荷神社。社格は旧村社。正式には稲荷神社だが、地名を付けて三咲稲荷神社、三咲神社と称される。

## 祭神
- 倉稲魂命

## 歴史
この神社は、三咲の鎮守として1869年（明治2年）に創建された神社である。

## 例祭
- 毎年4月15日